# Dalhain
Dalhain là một xã trong vùng Grand Est, thuộc tỉnh Moselle, quận Château-Salins, tổng Château-Salins. Tọa độ địa lý của xã là 48° 53' vĩ độ bắc, 06° 33' kinh độ đông. Dalhain nằm trên độ cao trung bình là 240 mét trên mực nước biển, có điểm thấp nhất là 218 mét và điểm cao nhất là 298 mét. Xã có diện tích 4,83 km², dân số vào thời điểm 1999 là 109 người; mật độ dân số là 22 người/km². Xã thuộc Pháp từ năm 1766.

## Thông tin nhân khẩu
| 1962 | 1968 | 1975 | 1982 | 1990 | 1999 |
| ---- | ---- | ---- | ---- | ---- | ---- |
| 129  | 139  | 111  | 114  | 108  | 109  |